# Hubert Gardas
Hubert Gardas (* 17. April 1957 in Lyon) ist ein ehemaliger französischer Degenfechter.

## Erfolge
Hubert Gardas nahm an den Olympischen Spielen 1980 in Moskau im Mannschaftswettbewerb teil. In dieser erreichte er mit der französischen Equipe ungeschlagen das Finale, in dem Polen mit 8:4 besiegt wurde. Gemeinsam mit Philippe Boisse, Patrick Picot, Philippe Riboud und Michel Salesse wurde Gardas damit Olympiasieger.
Hubert Gardas ist Absolvent der HEC Paris.